# Brighter Death Now
A Brighter Death Now a svéd Cold Meat Industry nevű lemezkiadó alapítójának, Roger Karmaniknak a művészneve, amely alatt death industrial/dark ambient/power electronics zenét jelentet meg. Diszkográfiája több albumot is tartalmaz. A Cold Meat Industry 2014-ben befejezte tevékenykedését, ezt a kiadó saját Facebook profilján jelentette be.

## Diszkográfia
- Temp Tations (1989)
- Pain in Progress (1989)
- Slaughterhouse Invitation (1989)
- Great Death (1990)
- The Slaughterhouse (1993)
- Great Death I-II (1993)
- Necrose Evangelium (1995)
- Great Death III (1996)
- Brighter Death Now - Nordvinterdöd/Kill (EP, 1996)
- Nordvinterdöd (EP, 1996)
- No Salvation/No Tomorrow (EP, 1996)
- Innerwar (1996)
- Greatest Death (válogatáslemez, 1998)
- May All Be Dead (1999)
- XN Recordings 005 (EP, 1999)
- Obsessis (2000)
- 1890 (2001)
- Why (kislemez, 2001)
- Brighter Death Now/Coph Nia - Nunsploitation LP (2003)
- Disobey (2005)
- Kamikaze Kabaret (2005)
- Brighter Death Now/Proiekt Hat 7" (2005)
- 1890 LP (2007)
- Necrose Evangelicum LP (2008)
- Where Dreams Come True (2009)
- Breaking Down Nihil (2009)
- Very Little Fun (2011)
- With Promises of Death (2014)